# CPLX3
CPLX3 (англ. Complexin 3) – білок, який кодується однойменним геном, розташованим у людей на 15-й хромосомі. Довжина поліпептидного ланцюга білка становить 158 амінокислот, а молекулярна маса — 17 557.
| 10         |  | 20         |  | 30         |  | 40         |  | 50         |
| ---------- |  | ---------- |  | ---------- |  | ---------- |  | ---------- |
| MAFMVKTMVG |  | GQLKNLTGSL |  | GGGEDKGDGD |  | KSAAEAQGMS |  | REEYEEYQKQ |
| LVEEKMERDA |  | QFTQRKAERA |  | TLRSHFRDKY |  | RLPKNETDES |  | QIQMAGGDVE |
| LPRELAKMIE |  | EDTEEEEEKA |  | SVLGQLASLP |  | GLNLGSLKDK |  | AQATLGDLKQ |
| SAEKCHVM   |  |            |  |            |  |            |  |            |

A: Аланін

C: Цистеїн

D: Аспарагінова кислота

E: Глутамінова кислота

F: Фенілаланін

G: Гліцин

H: Гістидин

I: Ізолейцин

K: Лізин

L: Лейцин

M: Метіонін

N: Аспарагін

P: Пролін

Q: Глутамін

R: Аргінін

S: Серин

T: Треонін

V: Валін

Кодований геном білок за функцією належить до ліпопротеїнів. 
Задіяний у таких біологічних процесах, як транспорт, екзоцитоз, метилювання. 
Локалізований у мембрані, клітинних контактах, синапсах.